# はてな (ミュージシャン)
はてなは、日本の歌手である。所属レーベルはアリオラジャパン、所属マネジメントはソニー・ミュージックのBEAT SEEKER MUSIC。父は歌手の森進一、母は元歌手の森昌子、兄はONE OK ROCKのTaka、弟はMY FIRST STORYのHiroである。

## 概要
2020年11月15日にメジャー・デビュー・シングル「夢？」（読み：ゆめじゃない）を配信でリリース、同曲はテレビ朝日系アニメ『体操ザムライ』のエンディングテーマ。続く2ndシングル「声？」はアニメ『Dr.STONE』第2期のエンディングテーマ。自身が会社員として働きながら音楽活動を続けている点も特徴で、「夢？」の歌詞には「後悔しない」「やりたいことを楽しむ」といったメッセージが込められている。一度は音楽活動を諦め会社員となったが、音楽をやりたいという想いに溢れ、会社員を辞めずに音楽活動を行う決意を固めた。「やりたいことを、自分を信じて楽しんでやっていくことで、未来は切り拓けるのではないか」という想いを楽曲に込めている。
その音楽性について、公式では「“今を生きる”人々が抱く“はてな？”に答える」ことを志向し、曲ごとに提示される「はてな？」がすべて揃うとひとつのメッセージとなる、独自のコンセプトに基づいている。
楽曲ジャンルはJ‑POPとロック寄りの要素が中心で、MVにおいてドット絵と3D‑CGを融合させた「3D‑PixstalgicCG」表現などヴィジュアル面でも注目されている。

## 大谷翔平との関連
2022年、ロサンゼルス・エンゼルス時代の大谷翔平が、はてなのデビュー曲「夢？」（読み：ゆめじゃない）を登場曲として使用した。この楽曲の使用について「まさか世界で二刀流として活躍されている大谷選手の登場曲に使っていただけるなんて…。ニュースを聞いた日はめちゃくちゃ興奮して眠れませんでした」とコメントしている。とコメントしている。大谷への敬意と自身の決意を込めて、2023年3月9日のWBC1次ラウンド初戦の日に新曲「翔」（読み：かける）をリリースした。

## ディスコグラフィー

### シングル
- 「夢？」（ゆめじゃない）[8][9] - デビュー曲。テレビアニメ『体操ザムライ』（2020年）エンディングテーマ。
- 「声？」[10][11]
- 「翔」（かける）[12]